# Tierp (gemeente)
Tierp is een Zweedse gemeente in Uppland. De gemeente behoort tot de provincie Uppsala län. Ze heeft een totale oppervlakte van 2589,0 km² en telde 20.061 inwoners in 2004.

## Plaatsen
- Tierp (plaats)
- Örbyhus
- Söderfors
- Karlholmsbruk
- Skärplinge
- Månkarbo
- Tobo
- Mehedeby
- Upplanda
- Tierps kyrkby
- Fagerviken
- Lövstabruk
- Strömsberg (Tierp)
- Tolfta
- Munga, Väster-Ensta en Vida
- Åkerby (Tierp)
- Försäter
- Hållnäs
- Västland
- Finneråger en deel van Sandby
- Karby (Tierp)
- Sandby (Tierp)
- Öster-Ekeby en Backbo
- Husby (Tierp)
- Gryttby
- Vavd

## Partnersteden
- Forssa (Finland)
- Hauho (Finland)
- Janakkala (Finland)
- Nørre Djurs (Denemarken)
- Vågå (Noorwegen)

Daarnaast is er een officieel samenwerkingsverband met:
- Sarajevo (Bosnië en Herzegovina)
- Valga (Estland)

Älvkarleby · Enköping · Håbo · Heby · Knivsta · Östhammar · Tierp · Uppsala